# Anton Rolleder
Anton Rolleder (* 24. Juli 1910 in Wien; † 29. Juni 1976 ebenda) war ein österreichischer Anthropologe, Psychiater und Neurologe, Gerichtsmediziner und rassenhygienisch interessierter NS-Funktionär (etwa Gaustellenleiter im Amt für Volksgesundheit der NSDAP im Gau Wien, SS-Hauptsturmführer und NS-Dozentenführer).

## Leben
Anton Rolleder (der Jüngere) stammte aus einem nationalsozialistisch eingestellten Elternhaus. Sein Vater war Anton Rolleder senior (1881–1972), zur Zeit des Nationalsozialismus Richter am Erbgesundheitsgericht Wien. Anton Rolleder junior absolvierte nach bestandener Matura 1929 ein Medizinstudium an der Universität Wien. Noch während seines Studiums trat er zum 6. Dezember 1930 der NSDAP (Mitgliedsnummer 362.683) und 1931 der SA bei. Von der SA wechselte er April 1933 zur Schutzstaffel (SS) (SS-Nummer 308.247) und stieg innerhalb dieser Organisation im November 1942 bis zum SS-Hauptsturmführer auf. Für die Partei wurde er als Blockwart und Sprengelleiter tätig. Nach dem Juliputsch und dem Dollfuß-Mord 1934 wurde Rolleder aufgrund seiner nationalsozialistischen Betätigung mehrere Tage in Haft genommen und danach polizeilich überwacht. 1937/1938 war er Adjutant des SS-Oberabschnittes Donau.
Rolleder beendete sein Studium an der Medizinischen Fakultät mit Promotion und absolvierte danach ein Zweitstudium der Anthropologie an der Philosophischen Fakultät der Universität Wien. Anschließend war er als Hilfsarzt beschäftigt und 1937/1938 für ein halbes Jahr an den Instituten für gerichtliche Medizin der Universitäten Kiel und Berlin. Im November 1939 wurde er in Wien zum Doktor der Philosophie promoviert. Danach absolvierte er seine Weiterbildung zum Facharzt für „Nerven- und Geisteskrankheiten“ an der Universitätsnervenklinik Wien. Ab Mitte 1942 war er Assistent am Wiener Institut für Gerichtliche Medizin (und Kriminalistik) in der Sensengasse 2 und habilitierte sich 1943 mit einer Schrift über Handlungsfähigkeit bei frischen Schädelschüssen. Er hatte auch zu rassenkundlichen Themen publiziert. Er erhielt die Lehrbefugnis für gerichtliche Medizin. Ab 1943 war er örtlicher NS-Dozentenführer und bekleidete zudem den Posten des Gauhauptstellenleiters im Amt für Volksgesundheit im Gau Wien. Des Weiteren leitete er die lokale „erbgesundheitliche Eheberatungsstelle“ und gehörte der „Asozialen-Kommission“ im Reichsgau Wien an.
Nach Ende des Zweiten Weltkrieges wurde Rolleder 1945 aus dem Institutsdienst entlassen. Er wurde 1946 in Wien festgenommen und am 5. August 1946 durch das Volksgericht zu einem Jahr schweren Kerker verurteilt. Er war Zeuge im Steinhofprozess. Von 1949 an war er als Facharzt für Neurologie und Psychiatrie sowie Gerichtsgutachter in Wien tätig.